# Paul Hastings Allen
Paul Hastings Allen (Hyde Park, 28 novembre 1883 – Boston, 28 settembre 1952) è stato un musicista statunitense.
Dopo rigidi studi a Firenze, compose varie opere teatrali e musica da camera.